# Glavatka
Glavatka (lat. Cephalaria), rod jed.god.raslinja trajnica i polugrmova iz porodice kozokrvnica, nekada uključivan u porodicu češljugovke (Dipsacaceae), današnja potporodica Dipsacoideae. 
Postoje 102 vrste koje rastu od zapadne Europe do središnje Azije i u trpskim i sjevernim dijelovima Afrike. U Hrvatskoj su zablježene dvije vrste, transilvanska i bijela glavatka ili vražji griz.

## Vrste
1. Cephalaria adiyamanensis Yild.
2. Cephalaria alpina (L.) Schrad.
3. Cephalaria amana Rech. fil.
4. Cephalaria ambrosioides (Sibth. & Sm.) Roem. & Schult.
5. Cephalaria anamurensis Göktürk & Sümbül
6. Cephalaria anatolica Schchian
7. Cephalaria aristata C. Koch
8. Cephalaria armeniaca Bordz.
9. Cephalaria armerioides Szabó
10. Cephalaria attenuata (L. fil.) Roem. & Schult.
11. Cephalaria aytachii Göktürk & Sümbül
12. Cephalaria balansae Raus
13. Cephalaria balkharica E. A. Busch
14. Cephalaria boetica Boiss.
15. Cephalaria bojnordensis Ranjbar & Z. Ranjbar
16. Cephalaria brevipaleacea (Sommier & Levier) Litv.
17. Cephalaria calcarea Albov
18. Cephalaria cedrorum Mouterde
19. Cephalaria chaldoranensis Ranjbar & Z. Ranjbar
20. Cephalaria cilicica Boiss. & Kotschy
21. Cephalaria cilodaghensis Ranjbar & Z. Ranjbar
22. Cephalaria coriacea (Willd.) Roem. & Schult. ex Steud.
23. Cephalaria dagestanica Bobrov
24. Cephalaria davisiana Göktürk & Sümbül
25. Cephalaria decurrens (Thunb.) Roem. & Schult.
26. Cephalaria demirizii Göktürk & Sümbül
27. Cephalaria dichaetophora Boiss.
28. Cephalaria dirmilensis Hub.-Mor.
29. Cephalaria duzceensis N. Aksoy & Göktürk
30. Cephalaria ekimiana Göktürk & Sümbül
31. Cephalaria elazigensis Göktürk & Sümbül
32. Cephalaria elmaliensis Hub.-Mor. & Matthews
33. Cephalaria fanourii Perdetz. & Kit Tan
34. Cephalaria flava (Sibth. & Sm.) Szabó
35. Cephalaria foliosa Compton
36. Cephalaria galpiniana Szabó
37. Cephalaria gazipashensis Sümbül
38. Cephalaria gigantea (Ledeb.) Bobrov
39. Cephalaria glaberrima Contandr. & Quézel
40. Cephalaria goetzei Engl.
41. Cephalaria golestanica Ranjbar & Z. Ranjbar
42. Cephalaria hakkiarica Matthews
43. Cephalaria hirsuta Stapf
44. Cephalaria humilis (Thunb.) Roem. & Schult.
45. Cephalaria integerrima (Bornm.) Ranjbar & Z. Ranjbar
46. Cephalaria integrifolia Napper
47. Cephalaria isaurica Matthews
48. Cephalaria joppensis (Rchb.) Coult.
49. Cephalaria juncea Boiss.
50. Cephalaria katangensis Napper
51. Cephalaria kesruanica Mouterde
52. Cephalaria kleinii Ranjbar & Z. Ranjbar
53. Cephalaria kurdistanica Maroofi, Tabad & Rastegar
54. Cephalaria kutahyaensis Yild.
55. Cephalaria laevigata (Waldst. & Kit.) Schrad.
56. Cephalaria leucantha (L.) Schrad.
57. Cephalaria linearifolia Lange
58. Cephalaria litvinovii Bobrov
59. Cephalaria lycica Matthews
60. Cephalaria mauritanica Pomel
61. Cephalaria media Litv.
62. Cephalaria microcephala Boiss.
63. Cephalaria microdonta Bobrov
64. Cephalaria monocephala Sümbül
65. Cephalaria nachiczevanica Bobrov
66. Cephalaria natalensis Kuntze
67. Cephalaria oblongifolia (Kuntze) Szabó
68. Cephalaria paphlagonica Bobrov
69. Cephalaria pastricensis Dörfl. & Hayek
70. Cephalaria peshmenii Sümbül
71. Cephalaria petiolata Compton
72. Cephalaria procera Fisch. & Avé-Lall.
73. Cephalaria pungens Szabó
74. Cephalaria qeydarensis Ranjbar & Z. Ranjbar
75. Cephalaria radiata Griseb. & Schenk
76. Cephalaria retrosetosa Engl. & Gilg
77. Cephalaria rigida (L.) Roem. & Schult.
78. Cephalaria salicifolia Post
79. Cephalaria scabra (L. fil.) Roem. & Schult.
80. Cephalaria scoparia Contandr. & Quézel
81. Cephalaria setosa Boiss. & Hohen.
82. Cephalaria sparsipilosa Matthews
83. Cephalaria speciosa Boiss. & Kotschy
84. Cephalaria squamiflora (Sieber) Greuter
85. Cephalaria stapfii Hausskn.
86. Cephalaria stellipilis Boiss.
87. Cephalaria sublanata (Bornm.) Szabó
88. Cephalaria sumbuliana Göktürk
89. Cephalaria syriaca (L.) Schrad.
90. Cephalaria szaboi Hayek
91. Cephalaria taurica Szabó
92. Cephalaria tchihatchewii Boiss.
93. Cephalaria tenella Paine
94. Cephalaria tenuiloba Strid
95. Cephalaria torbatejamensis Ranjbar & Z. Ranjbar
96. Cephalaria transcaucasica (Bobrov) Galushko
97. Cephalaria transsylvanica (L.) Schrad. ex Roem. & Schult.
98. Cephalaria tuteliana Kuc & Göktürk
99. Cephalaria uralensis (Murray) Roem. & Schult.
100. Cephalaria velutina Bobrov
101. Cephalaria wilmsiana Szabó
102. Cephalaria zeyheriana Szabó